# Marc Nagtegaal
Marc Nagtegaal (2 juni 1993) is een Nederlands voetbalscheidsrechter uit Hendrik-Ido-Ambacht. Hij is in dienst van de KNVB en leidt voornamelijk wedstrijden in de Keuken Kampioen Divisie. Op 8 december 2019 debuteerde hij in de Eredivisie bij de wedstrijd tussen RKC Waalwijk en sc Heerenveen. Tijdens deze wedstrijd toonde hij eenmaal de gele kaart.
Vanaf 2024 staat hij op de internationale lijst, waarmee hij ook internationale wedstrijden mag fluiten. 